# 中崎久雄
中﨑 久雄（なかさき ひさお、1942年8月6日 - ）は、日本の政治家、医師。元神奈川県大磯町長（3期）。

## 来歴
富山県高岡市出身。1968年（昭和43年）3月、神戸大学医学部医学科卒業。1970年（昭和45年）3月、国立がんセンター病院外科レジデントになる。1980年（昭和55年）12月、東京大学より医学博士を授与。
2003年（平成15年）4月、東海大学医学部付属大磯病院長に就任。2007年（平成19年）4月、同大学健康推進センター所長に就任。2008年（平成20年）8月、大船中央病院長に就任。
2010年（平成22年）11月28日に行われた大磯町長選挙に無所属で出馬。現職の三好正則、元町議の渡辺順子、元町議の柴崎茂ら3名の候補者を相手に接戦を制し、初当選。投票率は52.39％だった。同年12月15日、大磯町長に就任。
2011年（平成23年）、「大磯町自治基本条例」を制定。2014年（平成26年）11月30日の町長選挙で元町教育委員長の曽根田真二を破り、再選。
2018年（平成30年）11月18日に行われた町長選挙で、元町議の玉虫志保実、材木店経営者ら2候補を破り、3選。投票率は41.17％。